# Archidendron kunstleri
Archidendron kunstleri là một loài thực vật có hoa trong họ Đậu. Loài này được (Prain) I.C.Nielsen miêu tả khoa học đầu tiên.